# Senza lasciare traccia (film 2016)
Senza lasciare traccia è un film del 2016 diretto da Gianclaudio Cappai, alla sua opera prima, e interpretato da Michele Riondino, Valentina Cervi, Vitaliano Trevisan ed Elena Radonicich.

## Trama
Afflitto da una malattia incurabile, l’insegnante Bruno decide di accompagnare la moglie restauratrice Elena in viaggio verso un’indefinita località del Nord, dove un trauma infantile lo ha segnato nel corpo e nell'anima. Mentre lei lavora su un antico dipinto, lui approfitta del tempo libero per raggiungere l’amica d’infanzia Vera, nella Fornace ormai abbandonata in cui vive con il padre. Nessuno dei due riconosce quell'intruso dalle intenzioni sempre più ambigue.

## Produzione
Ambientato nella Bassa padana e prodotto dalla società indipendente Hirafilm con il sostegno della Lombardia Film Commission e del fondo regionale per il cinema-audiovisivo del Lazio. 
Gran parte delle riprese, effettuate in pellicola Super 16 millimetri e durate sei settimane tra marzo e aprile 2014, sono state realizzate all'interno della vecchia fornace di Corno Giovine (Lodi).
Il quadro da restaurare che compare nel film rappresenta Il mito di Deucalione e Pirra del pittore veronese Nicola Giolfino. Il quadro si trova a Bloomington all'interno dell'Indiana University Art Museum.

## Distribuzione
Dopo essere stato presentato in anteprima nazionale alla settima edizione del BIF&ST, nella sezione Nuove proposte, il film è uscito nelle sale italiane il 16 aprile del 2016, distribuito da Hirafilm in collaborazione con Il Monello Film. Nel 2017 il film è stato distribuito in Russia, Polonia e Brasile. Nel mese di aprile 2018 Il film esce in un’edizione Dvd Digipack a cura della Penny Video.

## Critica
“Un dramma complesso e ambizioso, che accorpa il simbolismo degli archetipi ad una regia già precisa e che non deve chiedere scusa a nessuno”. Anna Maria Pasetti, Il Fatto Quotidiano
“Notevole sorpresa (...) l'esordio nel lungometraggio di Gianclaudio Cappai. (...) La scelta di Cappai, saggia ed esteticamente interessante, (è quella) di costruire un thriller d’atmosfera dove il tema del fuoco entra dentro e sotto pelle”. Mauro Gervasini, FilmTv
“Il film compie un lavoro sull'immagine e sulla materia del cinema complesso, perché carico di sfumature linguistiche impercettibili tra movimento e staticità, intimismo europeo e plasticità”. Carlo Valeri, Sentieri selvaggi
"Il regista sa lavorare sugli spazi e sulle atmosfere, costruendo un film di genere (revenge movie, thriller) che di genere non è, perché i generi sono molti ma soprattutto perché l’interesse è psicologico e la chiave è esistenziale, metafisica”. Paola Brunetta, Cineforum
"Il risultato è una sorta di thriller dell'anima, che per il suo modo azzardato ma affascinante di intersecare il piano antropologico e sociale con quello tragico e soprattutto psicanalitico, rievoca vagamente l'opera di un regista altrettanto oscuro come Giulio Questi". Emilio Ranzato, L'Osservatore Romano

## Riconoscimenti
- 2016 – Russia-Italia Film Festival
  - Premio speciale della giuria a Gianclaudio Cappai
- 2016 – Festival Presente Italiano
  - Premio Migliore Opera prima a Gianclaudio Cappai
- 2016 – Ciak d'oro
  - Candidato al premio per la migliore opera prima
- 2016 – Premio Kineo Diamanti al cinema italiano
  - Nominato al premio per la migliore opera prima
- 2016 – Premio Fabrique du Cinema
  - Nominato al premio per la migliore opera prima
- 2017 – Festival del Cinema Europeo
  - Candidato al premio per la migliore opera prima